# Akira Matsunaga
Akira Matsunaga (21 septembrie 1914 - 20 ianuarie 1943) a fost un fotbalist japonez.

## Statistici
| Japonia | Japonia | Japonia |
| An      | Meciuri | Goluri  |
| ------- | ------- | ------- |
| 1936    | 2       | 1       |
| Total   | 2       | 1       |